# Gunjunur, Yadgir
Gunjunur là một làng thuộc tehsil Yadgir, huyện Gulbarga, bang Karnataka, Ấn Độ.